# Thomas Henry Barry

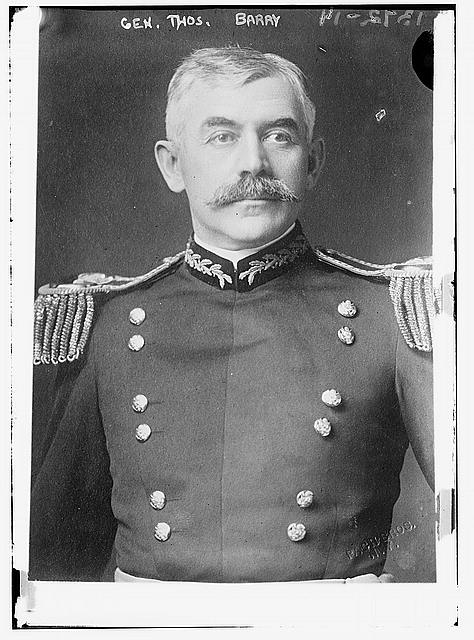
Thomas Henry Barry (um 1911)

Thomas Henry Barry (* 13. Oktober 1855 in Lower Manhattan, New York City, New York ; † 30. Dezember 1919 in Washington, D.C.) war ein Generalmajor der United States Army. Er war unter anderem als Superintendent Leiter der Militärakademie West Point.
Thomas Barry besuchte die öffentlichen Schulen seiner Heimat und das City College of New York. Er verpasste zunächst die Aufnahme in die United States Naval Academy. Dann nahm er an einem vom Kongressabgeordneten Robert Roosevelt ausgeschriebenen Aufnahmetest für West Point teil, den er äußerst erfolgreich bestand. Roosevelt hat später seinem Neffen Theodore Roosevelt von den Fähigkeiten Barrys berichtet, und dieser hat dann als US-Präsident dessen militärische Laufbahn gefördert.
Zwischen 1873 und 1877 absolvierte Thomas Barry also die Militärakademie in West Point. Nach seinem Abschluss an der Akademie wurde er zunächst der US-Kavallerie zugeteilt. Sein erstes Kommando erhielt er am 14. Juni 1877 als Leutnant im 7th Cavalry Regiment, das fast genau ein Jahr zuvor in der Schlacht am Little Bighorn eine aufsehenerregende Niederlage im Kampf gegen die Indianer erlitten hatte. In der Armee durchlief er anschließend alle Offiziersränge vom Leutnant bis zum Zwei-Sterne-General.
Am 1. August 1880 wurde er zur 1. Infanterie versetzt. Während seiner Zeit in dieser Einheit wurde er zum Hauptmann (Captain) und zum Major befördert. Während des Spanisch-Amerikanischen Kriegs bekleidete er den Rang eines Oberstleutnants im 8. Corps. In der Folge nahm Barry am Philippinisch-Amerikanischen Krieg und der Niederwerfung des Boxeraufstands in China teil. Sein regulärer Dienstgrad in der Armee war zunächst Oberst. Allerdings wurde er damals bereits von Freiwilligen-Einheiten zum Brigadegeneral ernannt. Im August 1903 erfolgte seine offizielle Beförderung zum Brigadegeneral in der US Army. Während des Russisch-Japanischen Kriegs war Thomas Barry Militärbeobachter bei der Kaiserlich Russischen Armee.
Im Jahr 1907 ernannte ihn Präsident Theodore Roosevelt zum kommandierenden General über die auf Kuba stationierten US-Truppen. Da er seinen Auftrag auf Kuba zur vollen Zufriedenheit des Präsidenten ausgeführt hatte, wurde er am 29. April 1908 zum Generalmajor befördert. Anschließend wurde Barry für kurze Zeit Kommandeur des Militärbezirks für Kalifornien (Commander of the Department of California), ehe er am 31. August 1910 sein Amt als 27. Leiter der Militärakademie in West Point antrat, wobei er Hugh L. Scott ablöste. Dieses Amt bekleidete er bis zum 31. August 1912, als er von Clarence Page Townsley abgelöst wurde. In den Jahren 1912 bis 1914 befehligte Barry das Militäroberkommando Department of the East bzw. ab 1913 das Eastern Department. Anschließend wurde er Kommandeur der US-Truppen im asiatischen Bereich um die Philippinen und China.
Während des Ersten Weltkriegs, an dem die Vereinigten Staaten seit April 1917 aktiv teilnahmen, hatte General Barry das Kommando über die 86th Infantry Division. Diese Division war vor allem eine Ausbildungseinheit und nahm nicht aktiv am Kriegsgeschehen teil. Als die Division im August 1918 nach Europa verlegt wurde, war er nicht mehr deren Kommandeur. Er hatte bereits am 21. März 1918 sein neues und letztes Kommando als Befehlshaber des Kommandobereichs Central Department angetreten. Am 13. Oktober 1919 trat General Thomas Barry in den Ruhestand.
Thomas Barry starb am 30. Dezember 1919 nach dreiwöchiger Erkrankung im Walter-Reed-Militärkrankenhaus in Washington an akutem Nierenversagen. Als Offizier war er aktiver Zeitzeuge der amerikanischen Geschichte von der letzten Phase der Indianerkriege bis zum Ersten Weltkrieg.

## Orden und Auszeichnungen
Generalmajor Thomas Barry erhielt im Lauf seiner militärischen Laufbahn unter anderem folgende Auszeichnungen:
- Army Distinguished Service Medal
- Silver Star